# Parkpoom Wongpoom
Parkpoom Wongpoom (en tai, ภาคภูมิ วงศ์ภูมิ) és un director i guionista de cinema tailandès. Juntament amb Banjong Pisanthanakun, ha codirigit i coescrit els èxits de cinema de terror Shutter (2004), i Alone (2007).